# Hejiabao, Shanxi
Hejiabao är en sockenhuvudort i Kina. Den ligger i provinsen Shanxi, i den norra delen av landet, omkring 220 kilometer norr om provinshuvudstaden Taiyuan. Antalet invånare är 21 186. Befolkningen består av 10 170 kvinnor och 11 016 män. Barn under 15 år utgör 20,0 %, vuxna 15-64 år 71 %, och äldre över 65 år 8,0 %.
Runt Hejiabao är det ganska tätbefolkat, med 172 invånare per kvadratkilometer. Närmaste större samhälle är Xinjiayuan, 8,6 km sydväst om Hejiabao. Trakten runt Hejiabao består i huvudsak av gräsmarker.
Genomsnittlig årsnederbörd är 695 millimeter. Den regnigaste månaden är juli, med i genomsnitt 172 mm nederbörd, och den torraste är januari, med 4 mm nederbörd.